# Lista de deputados estaduais da Paraíba da 17.ª legislatura
Lista dos deputados estaduais eleitos para a Assembleia Legislativa da Paraíba em diferentes pleitos.

## Composição das bancadas
| Partido | Líder             | Bancada | Posição  |
| ------- | ----------------- | ------- | -------- |
| PMDB    | Raniery Paulino   | 8 / 36  | Oposição |
| PSC     | Guilherme Almeida | 4 / 36  | Oposição |
| PSDB    | Dinaldo Wanderley | 4 / 36  | Governo  |
| DEM     | Lindolfo Pires    | 4 / 36  | Governo  |
| PSB     | Léa Toscano       | 3 / 36  | Governo  |
| PT      | Luciano Cartaxo   | 3 / 36  | Oposição |
| PTN     | Toinho do Sopão   | 2 / 36  | Governo  |
| PSL     | Tião Gomes        | 2 / 36  | Oposição |
| PPS     | Gilma Germano     | 2 / 36  | Governo  |
| PDT     | Manoel Ludgério   | 1 / 36  | Governo  |
| PR      | Caio Roberto      | 1 / 36  | Governo  |
| PP      | Daniella Ribeiro  | 1 / 36  | Oposição |
| PTdoB   | Genival Matias    | 1 / 36  | Oposição |

## Deputados estaduais eleitos
Estavam em jogo 36 cadeiras na Assembleia Legislativa da Paraíba.
| Número | Deputados estaduais eleitos | Partido | Votação | Percentual | Cidade onde nasceu  | Unidade federativa |
| 19169  | Toinho do Sopão             | PTN     | 57.592  | 2,90%      | Piancó              | Paraíba            |
| 15199  | Gervásio Maia               | PMDB    | 45.597  | 2,30%      | São Paulo           | São Paulo          |
| 15221  | Francisca Motta             | PMDB    | 43.475  | 2,19%      | Catolé do Rocha     | Paraíba            |
| 12345  | Manoel Ludgério             | PDT     | 40.153  | 2,02%      | Catolé do Rocha     | Paraíba            |
| 40123  | Léa Toscano                 | PSB     | 37.820  | 1,90%      | Esperança           | Paraíba            |
| 20147  | Arnaldo Monteiro            | PSC     | 35.765  | 1,80%      | Esperança           | Paraíba            |
| 15123  | Trocolli Júnior             | PMDB    | 35.622  | 1,79%      | João Pessoa         | Paraíba            |
| 45666  | Ricardo Marcelo             | PSDB    | 35.164  | 1,77%      | João Pessoa         | Paraíba            |
| 25111  | Lindolfo Pires              | DEM     | 34.935  | 1,76%      | Sousa               | Paraíba            |
| 40789  | Edmilson Soares             | PSB     | 33.401  | 1,68%      | Barra de Santa Rosa | Paraíba            |
| 15789  | André Gadelha               | PMDB    | 33.312  | 1,68%      | João Pessoa         | Paraíba            |
| 25666  | José Aldemir                | DEM     | 32.814  | 1,65%      | Cajazeiras          | Paraíba            |
| 25000  | João Henrique               | DEM     | 32.591  | 1,64%      | Monteiro            | Paraíba            |
| 15155  | Olenka Maranhão             | PMDB    | 32.344  | 1,63%      | João Pessoa         | Paraíba            |
| 22222  | Caio Roberto                | PR      | 32.307  | 1,63%      | Campina Grande      | Paraíba            |
| 25888  | Branco Mendes               | DEM     | 32.012  | 1,61%      | Aguiar              | Paraíba            |
| 17123  | Tião Gomes                  | PSL     | 30.638  | 1,54%      | Pombal              | Paraíba            |
| 11111  | Daniella Ribeiro            | PP      | 29.863  | 1,50%      | Campina Grande      | Paraíba            |
| 20123  | Guilherme Almeida           | PSC     | 29.858  | 1,50%      | Campina Grande      | Paraíba            |
| 15151  | Raniery Paulino             | PMDB    | 29.257  | 1,47%      | João Pessoa         | Paraíba            |
| 40444  | Adriano Galdino             | PSB     | 29.098  | 1,47%      | Pocinhos            | Paraíba            |
| 19789  | Eva Gouveia                 | PTN     | 27.158  | 1,37%      | Sumé                | Paraíba            |
| 45245  | Dinaldo Wanderley           | PSDB    | 26.822  | 1,35%      | Patos               | Paraíba            |
| 13333  | Frei Anastácio              | PT      | 26.014  | 1,31%      | Esperança           | Paraíba            |
| 45645  | João Gonçalves              | PSDB    | 25.542  | 1,29%      | João Pessoa         | Paraíba            |
| 15369  | Doda de Tião                | PMDB    | 24.953  | 1,26%      | Campina Grande      | Paraíba            |
| 15215  | Wilson Braga                | PMDB    | 24.752  | 1,25%      | Conceição           | Paraíba            |
| 20111  | Vituriano de Abreu          | PSC     | 24.482  | 1,23%      | Cajazeiras          | Paraíba            |
| 45444  | Antônio Mineral             | PSDB    | 24.387  | 1,23%      | Patos               | Paraíba            |
| 13660  | Luciano Cartaxo             | PT      | 24.296  | 1,22%      | Sousa               | Paraíba            |
| 20112  | Carlos Batinga              | PSC     | 23.732  | 1,20%      | Monteiro            | Paraíba            |
| 13000  | Anísio Maia                 | PT      | 21.516  | 1,08%      | Alagoa Nova         | Paraíba            |
| 23456  | Gilma Germano               | PPS     | 21.067  | 1,06%      | Picuí               | Paraíba            |
| 17444  | Aníbal Marcolino            | PSL     | 20.455  | 1,03%      | João Pessoa         | Paraíba            |
| 23111  | Janduhy Carneiro            | PPS     | 16.504  | 0,83%      | João Pessoa         | Paraíba            |
| 70123  | Genival Matias              | PTdoB   | 15.255  | 0,77%      | João Pessoa         | Paraíba            |

## Deputados que assumiram em algum momento
Esta é uma lista dos 40 deputados estaduais eleitos e suplentes que assumiram vaga durante algum período na Assembleia Legislativa da Paraíba, da 17ª legislatura.
| Nome                                                    | Partido | Observações |
| ------------------------------------------------------- | ------- | ----------- |
| Adriano Galdino                                         | PSB     |             |
| Anísio Maia                                             | PT      |             |
| Antônio Pereira Neto (Antônio Mineral)                  | PSDB    |             |
| Arnaldo Monteiro da Costa                               | PSC     |             |
| Artur Paredes Cunha Lima Filho                          | PRTB    |             |
| João Bosco Carneiro Júnior                              | PSL     |             |
| Ataídes Mendes Pedrosa (Branco Mendes)                  | PEN     |             |
| Bruno Cunha Lima                                        | PSDB    |             |
| Rubens Germano Costa (Buba Germano)                     | PSB     |             |
| Caio Figueiredo Roberto                                 | PR      |             |
| Camila Araújo Toscano de Moraes                         | PSDB    |             |
| Daniella Velloso Borges Ribeiro                         | PP      |             |
| Paulo Rogerio de Souza Rêgo (Doda de Tião)              | PTB     |             |
| Edmilson de Araújo Soares                               | PEN     |             |
| Eliza Virgínia                                          | PSDB    |             |
| Estelizabel Bezerra de Souza (Estela Bezerra)           | PSB     |             |
| Antônio Ribeiro (Frei Anastácio)                        | PT      |             |
| Jaci Severino (Galego Sousa)                            | PP      |             |
| Genival Matias de Oliveira Filho                        | PTdoB   |             |
| Gervásio Agripino Maia                                  | PSB     |             |
| Guilherme Almeida                                       | PSC     | Licenciado  |
| Antônio Hervázio Bezerra Cavalcanti                     | PSB     |             |
| Inácio Falcão                                           | PTdoB   |             |
| Janduhy Carneiro Sobrinho                               | PRTB    |             |
| Jeová Vieira Campos                                     | PSB     |             |
| João Gonçalves de Amorim Sobrinho                       | PDT     |             |
| João Henrique Sousa                                     | DEM     |             |
| Jullys Rammon Rezende Ramalho da Silva (Jullys Roberto) | PMDB    |             |
| Jutay Meneses Gomes                                     | PRB     |             |
| Lindolfo Pires Neto                                     | PROS    |             |
| Manoel Ludgério                                         | PSB     |             |
| Roberto Raniery de Aquino Paulino                       | PMDB    |             |
| João Gonçalves de Amorim Sobrinho                       | PMDB    |             |
| Renato Gadelha                                          | PSC     |             |
| Ricardo Barbosa                                         | PSB     |             |
| Ricardo Luis Barbosa de Lima (Ricardo Marcelo)          | PMDB    |             |
| Sebastião Tião Gomes Pereira                            | PSL     |             |
| Tovar Correia Lima                                      | PSDB    |             |
| Humberto Trócolli Júnior                                | PROS    |             |
| José Paulo Viturino dos Santos (Zé Paulo)               | PSB     |             |